# ヤン・ブロン
ヤン・ブロン（Yann Beuron, 1969年2月18日 - ）は、フランスのテノール歌手。
ドルーの生まれ。パリ音楽院でアンナ・マリア・ボンディに師事する。1995年にラン国立オペラにおいてヴォルフガング・アマデウス・モーツァルト『後宮からの誘拐』のベルモンテ役を歌って舞台デビューを飾る。その翌年に音楽院をプルミエ・プリを取得して卒業し、パリ国立オペラの舞台に立った。その後はコヴェントガーデン王立歌劇場、サンフランシスコ歌劇場、ジュネーヴ大劇場などに客演して国際的な名声を得た。
フレンチ・テノールらしい甘い声が特徴で、モーツァルトやバロック・オペラ、またオッフェンバックのオペレッタなどを得意としている。

## 役
| 役名                 | 作品名                   | 作曲家           |
| -------------------- | ------------------------ | ---------------- |
| ベルモンテ           | 後宮からの誘拐           | モーツァルト     |
| ドン・オッターヴィオ | ドン・ジョヴァンニ       | モーツァルト     |
| ティート             | 皇帝ティートの慈悲       | モーツァルト     |
| イダマンテ           | イドメネオ               | モーツァルト     |
| フェランド           | コジ・ファン・トゥッテ   | モーツァルト     |
| メルキュール         | イポリートとアリシ       | ラモー           |
| アドメート           | アルセスト               | グルック         |
| 道化4役              | ホフマン物語             | オッフェンバック |
| オルフェ             | 地獄のオルフェ           | オッフェンバック |
| パリス               | 美しきエレーヌ           | オッフェンバック |
| フリッツ             | ジェロルスタン女大公殿下 | オッフェンバック |
| ヴィルヘルム         | ミニョン                 | トマ             |
| ロメオ               | ロメオとジュリエット     | グノー           |
| カッシオ             | オテロ                   | ヴェルディ       |
| フェントン           | ファルスタッフ           | ヴェルディ       |
| ペレアス             | ペレアスとメリザンド     | ドビュッシー     |
| ゴンサルヴェ         | スペインの時             | ラヴェル         |
| 騎士フォルス         | カルメル会修道女の対話   | プーランク       |